# 普拉瑟 (加利福尼亞州)
普拉瑟（英語：Prather）是位於美國加利福尼亞州弗雷斯諾縣的一個非建制地區。該地的面積和人口皆未知。

## 地理
普拉瑟的座標為37°02′15″N 119°30′50″W / 37.03750°N 119.51389°W，而該地的平均海拔高度為505米（即1657英尺）。